# 博克尔
博克尔是德国石勒苏益格－荷尔斯泰因州的一个市镇。总面积16.02平方公里，总人口642人，其中男性327人，女性315人（2011年12月31日），人口密度40人/平方公里。